# Kengan Ashura
Kengan Ashura (japanisch ケンガンアシュラ) ist eine Manga-Serie von Yabako Sandrovich und Daromeon, die von 2012 bis 2018 in Japan erschienen ist. Seit 2019 erscheint eine Fortsetzung namens Kengan Omega. 2019 erschien eine Anime-Adaption von Studio Larx Entertainment.

## Handlung
Seit der Edo-Zeit in Japan gibt es Gladiatorenarenen in verschiedenen Formen auf der ganzen Welt. Für diese Arenen heuern wohlhabende Geschäftsinhaber und Kaufleute Gladiatoren an, um sie in unbewaffneten Kämpfen, sogenannte „Kengan-Matches“, gegeneinander antreten zu lassen. Yamashita Kazuo ist ein durchschnittlicher japanischer Angestellter der Nogi Group. Er wird Zeuge eines Straßenkampfes in einer Gasse zwischen zwei mysteriösen Kämpfern. Einer der Kämpfer ist Tokita „Ashura“ Ohma. Er wird vom CEO der Nogi Group entdeckt, weil er aus seinem vorherigen Straßenkampf als Sieger hervorging. Kazuo muss das Management von Ohma übernehmen, der sich diesen Arenen anschließt, nur um seine Gegner auf spektakuläre Art zu vernichten. Er erregt die Aufmerksamkeit von Großunternehmern, was zu seiner Aufnahme in das Kengan Annihilation Tournament auf Einladung von Hideki führt. Dieses Turnier wird von den größten CEOs in Japan veranstaltet und der Gewinner erhält den Sitz des Vorsitzenden der Kengan Association. Es ist eine Position, die mit immenser Macht und Prestige einhergeht. Im Verlauf des Turniers testet Ohma seine Stärke, während er mit seiner mysteriösen Vergangenheit ringt, die ihn verfolgt. Währenddessen kämpft Kazuo damit, Ohma zu managen und die wahren Absichten herauszufinden, warum er zu diesem Turnier eingeladen wurde.

## Veröffentlichung
Kengan Ashura wurde von Yabako Sandrovich verfasst und von Daromeon gezeichnet. Die Mangaserie wurde von 2012 bis 2018 in der Onlineplattform Ura Sunday und in der Manga ONE App veröffentlicht. Die Kapitel wurden von Shogakukan in 27 Sammelbänden veröffentlicht.
Die Fortsetzung Kengan Omega startete im 17. Januar 2019 auf der gleichen Onlineplattform. Kengan Omega spielt 2 Jahre später.

## Anime
Ura Sunday hat im Januar 2015 eine Fan-Umfrage gestartet, damit Fans entscheiden können, welche ihrer Serien eine Anime-Adaption erhalten sollen. Im Mai 2015 wurde bekannt gegeben, dass Kengan Ashura mit 2,3 Millionen von insgesamt 9 Millionen Stimmen die Umfrage gewonnen hatte und als Anime adaptiert werden würde. Die Serie entstand beim Studio Larx Entertainment unter der Regie von Seiji Kishi und das Drehbuch verfasste Makoto Uezu. Kazuaki Morita machte das Charakterdesigns für den Anime, während Yasuharu Takanashi die Musik der Serie komponierte. Die Weltpremiere der Serie fand am 7. Juli 2018 auf der Anime Expo statt. Die Serie wurde am 31. Juli 2019 auf Netflix veröffentlicht.
Der zweite Teil der Serie, ebenfalls bestehend aus 12 Episoden, wurde am 31. Oktober 2019 auf Netflix veröffentlicht.
Synchronisation
| Rolle                  | japanischer Sprecher (Seiyū) | deutsche Sprecher |
| ---------------------- | ---------------------------- | ----------------- |
| Ohma Tokita            | Tatsuhisa Suzuki             | Paul Matzke       |
| Kazuo Yamashita        | Chō                          | Hanns Krumpholz   |
| Hideki Nogi            | Jouji Nakata                 | Sven Brieger      |
| Kaede Akiyama          | Yumi Uchiyama                | Susanne Geier     |
| Ichiro Nakata / Lihito | Hayato Kaneko                | Nils Nelleßen     |
| Jun Sekibayashi        | Tetsu Inada                  |                   |

### Musik
Die Musik der Serie komponierte Yasuharu Takanashi. Das Vorspannlied ist King & Ashley von My First Story und der Abspann ist unterlegt mit Born This Way von Bad Hop.

## Andere Medien
Im Juli 2020 wurde ein Crossover-Kunstwerk von Daromeon und Keisuke Itagaki mit Ohma Tokita und Baki Hanma aus Grappler Baki verlost, um die Verfügbarkeit beider Serien auf Netflix zu bewerben.
Sandrovich startete eine weitere Manga-Serie mit dem Titel Danberu Nan-Kiro Moteru?, die im selben Universum wie Kengan Ashura spielt.